# Heterolocha phaeocelis
Heterolocha phaeocelis är en fjärilsart som beskrevs av Eugen Wehrli 1937. Heterolocha phaeocelis ingår i släktet Heterolocha och familjen mätare. Inga underarter finns listade i Catalogue of Life.